# ديريك دودسون
ديريك دودسون (بالإنجليزية: Derek Dodson)‏ هو لاعب كرة قدم أمريكي، ولد في 1998 في أورورا في الولايات المتحدة. لعب مع Georgetown Hoyas men's soccer ‏.

## وصلات خارجية
- ديريك دودسون على موقع الدوري الأمريكي (الإنجليزية)
- ديريك دودسون على موقع قاعدة بيانات كرة القدم.إي يو (الإنجليزية)
- ديريك دودسون على موقع Soccerway.com (الإنجليزية)